# Liolaemus nazca
Liolaemus nazca — вид ігуаноподібних ящірок родини Liolaemidae. Ендемік Перу. Описаний у 2019 році.

## Поширення і екологія
Liolaemus nazca мешкають в регіонах Іка і Арекіпа на південному заході Перу. Голотип був зібраний в районі Маркона в провінції Наска в регіоні Іка, на висоті 466 м над рівнем моря.